# Спрінг-Лейк (Індіана)
Спрінг-Лейк (англ. Spring Lake) — місто (англ. town) в США, в окрузі Генкок штату Індіана. Населення — 210 осіб (2020).

## Географія
Спрінг-Лейк розташований за координатами 39°46′37″ пн. ш. 85°51′16″ зх. д. / 39.77694° пн. ш. 85.85444° зх. д. (39.776938, -85.854541).  За даними Бюро перепису населення США в 2010 році місто мало площу 0,42 км², з яких 0,40 км² — суходіл та 0,03 км² — водойми.

## Демографія
Згідно з переписом 2010 року, у місті мешкало 218 осіб у 95 домогосподарствах у складі 67 родин. Густота населення становила 516 осіб/км².  Було 98 помешкань (232/км²).
Расовий склад населення:
| - 95,9 % — білих - 0,5 % — корінних американців - 0,5 % — чорних або афроамериканців |

До двох чи більше рас належало 2,8 %. Частка іспаномовних становила 0,9 % від усіх жителів.
За віковим діапазоном населення розподілялося таким чином: 16,5 % — особи молодші 18 років, 62,9 % — особи у віці 18—64 років, 20,6 % — особи у віці 65 років та старші. Медіана віку мешканця становила 47,0 року. На 100 осіб жіночої статі у місті припадало 111,7 чоловіків;  на 100 жінок у віці від 18 років та старших — 100,0 чоловіків також старших 18 років.
Середній дохід на одне домашнє господарство  становив 85 844 долари США (медіана — 64 375), а середній дохід на одну сім'ю — 95 695 доларів (медіана — 70 313). За межею бідності перебувало 3,9 % осіб, у тому числі 9,4 % дітей у віці до 18 років та 0,0 % осіб у віці 65 років та старших.
Цивільне працевлаштоване населення становило 156 осіб. Основні галузі зайнятості: виробництво — 23,1 %, роздрібна торгівля — 16,0 %, освіта, охорона здоров'я та соціальна допомога — 16,0 %.